# Tyler Tennis Championships 2025
Il Tyler Tennis Championships 2025 è stato un torneo maschile di tennis professionistico. È stata la 3ª edizione del torneo, facente parte della categoria Challenger 75 nell'ambito dell'ATP Challenger Tour 2025, con un montepremi di 100 000 $. Si è giocato dal 2 all'8 giugno 2025 sui campi in cemento del Tyler Athletic and Swim Club di Tyler, negli Stati Uniti.

## Partecipanti

### Teste di serie
| Nazionalità | Giocatore         | Ranking* | Testa di serie |
| ----------- | ----------------- | -------- | -------------- |
| Stati Uniti | Mitchell Krueger  | 141      | 1              |
| Canada      | Liam Draxl        | 146      | 2              |
| Giappone    | Yuta Shimizu      | 191      | 3              |
| Francia     | Antoine Escoffier | 215      | 4              |
| Tunisia     | Aziz Dougaz       | 222      | 5              |
| Giappone    | Rio Noguchi       | 246      | 6              |
| Colombia    | Nicolás Mejía     | 250      | 7              |
| Regno Unito | Paul Jubb         | 254      | 8              |

* Ranking al 26 maggio 2025.

### Altri partecipanti
I seguenti giocatori hanno ricevuto una wild card per il tabellone principale:
- Stefan Dostanic
- Andres Martin
- Trevor Svajda

Il seguente giocatore è entrato in tabellone con il ranking protetto:
- Il'ja Ivaška

I seguenti giocatori sono entrati in tabellone come special exempt:
- Patrick Kypson
- Michael Zheng

I seguenti giocatori sono entrati in tabellone nell'ambito dello Junior Accelerator Programme:
- Kaylan Bigun
- Rafael Jódar

I seguenti giocatori sono passati dalle qualificazioni:
- Alex Rybakov
- Alvin Nicholas Tudorica
- Chung Hyeon
- Trey Hilderbrand
- Wu Yibing
- Isaiah Strode

Il seguente giocatore è entrato in tabellone come lucky loser:
- Moerani Bouzige

## Punti e montepremi
| Torneo    | Torneo              | V     | F     | SF    | QF    | 2T    | 1T  | Q | Q2  | Q1  |
| Singolare | Punti               | 75    | 44    | 22    | 12    | 6     | 0   | 4 | 2   | 0   |
| Singolare | Premi in denaro ($) | 9 880 | 5 820 | 3 450 | 2 000 | 1 165 | 720 | – | 360 | 185 |
| Doppio    | Punti               | 75    | 44    | 22    | 12    | –     | 0   | – | –   | –   |
| Doppio    | Premi in denaro ($) | 4 250 | 2 450 | 1 480 | 880   | –     | 500 | – | –   | –   |

## Campioni

### Singolare
Wu Yibing ha sconfitto in finale  Zhou Yi con il punteggio di 6–4, 3–6, 6–3.

### Doppio
Finn Reynolds /  James Watt hanno sconfitto in finale  Álex Martínez /  Adrià Soriano Barrera con il punteggio di 6–3, 6–1.